# Grens
Grens ist eine politische Gemeinde im Distrikt Nyon des Kantons Waadt in der Schweiz.

## Geographie
Grens liegt auf 496 m ü. M., 4 km westnordwestlich des Bezirkshauptortes Nyon (Luftlinie). Das Dorf erstreckt sich auf der leicht nach Südosten geneigten Ebene am Jurasüdfuss, am Fuss der La Dôle.
Die Fläche des 2,5 km² grossen Gemeindegebiets umfasst einen Abschnitt der Ebene am Jurafuss. Der Gemeindeboden erstreckt sich im Norden bis zum Flusslauf der Asse. Die höchste Erhebung von Grens erreicht 510 m ü. M. Von der Gemeindefläche entfielen 1997 7 % auf Siedlungen, 2 % auf Wald und Gehölze und 91 % auf Landwirtschaft.
Zu Grens gehören einige Einzelhöfe. Nachbargemeinden von Grens sind Chéserex, Borex, Signy-Avenex, Nyon, Trélex und Gingins.

## Bevölkerung
Mit 395 Einwohnern (Stand 31. Dezember 2023) gehört Grens zu den kleinen Gemeinden des Kantons Waadt. Von den Bewohnern sind 82,6 % französischsprachig, 8,2 % englischsprachig und 4,8 % deutschsprachig (Stand 2000). Die Bevölkerungszahl von Grens belief sich 1850 auf 130 Einwohner, 1900 auf 155 Einwohner. Nach 1970 (166 Einwohner) setzte eine rasche Bevölkerungszunahme mit einer Verdoppelung der Einwohnerzahl innerhalb von 30 Jahren ein.

## Wirtschaft
Grens war bis in die zweite Hälfte des 20. Jahrhunderts ein hauptsächlich durch die Landwirtschaft geprägtes Dorf. Heute konzentriert sich die Landwirtschaft auf den Ackerbau, in Dorfnähe gibt es zwei kleine Weinberge. Weitere Arbeitsplätze sind im lokalen Gewerbe und im Dienstleistungssektor vorhanden. In den letzten Jahrzehnten hat sich das Dorf zu einer Wohngemeinde entwickelt. Zahlreiche Erwerbstätige sind Wegpendler, die vor allem in Nyon und in Genf arbeiten.

## Verkehr
Die Gemeinde liegt zwar abseits grösserer Durchgangsstrassen, ist aber verkehrstechnisch trotzdem gut erschlossen. Der Autobahnanschluss Nyon an der A1 (Genf-Lausanne) ist nur rund 2 km vom Ort entfernt. Durch den Postautokurs, der von Nyon nach Gingins verkehrt, ist Grens an das Netz des öffentlichen Verkehrs angeschlossen.

## Geschichte
Funde von Ziegeln aus der Römerzeit deuten auf eine frühe Besiedlung des Gemeindegebietes hin. Die erste urkundliche Erwähnung des Ortes erfolgte 1164 unter dem Namen Graiens, bereits 1202 erschien die heutige Schreibweise und 1212 die Bezeichnung Granz. Die ehemalige Kirche von Grens stand seit dem Mittelalter unter dem Patronat der Zisterzienserabtei Bonmont. Mit der Eroberung der Waadt durch Bern im Jahr 1536 kam Grens unter die Verwaltung der Vogtei Nyon. Dabei unterstand es der Herrschaft Gingins. Nach dem Zusammenbruch des Ancien Régime gehörte Grens von 1798 bis 1803 während der Helvetik zum Kanton Léman, der anschliessend mit der Inkraftsetzung der Mediationsverfassung im Kanton Waadt aufging. 1798 wurde es dem Bezirk Nyon zugeteilt. Heute besitzt Grens keine eigene Kirche, es gehört zur Pfarrei Gingins.